# Linde-Stadion
Il Linde-Stadion di Norimberga era uno stadio del ghiaccio, costruito in occasione dei Giochi olimpici 1936.